# Astronomija u 1826.
◄◄ | ◄ | 1823. | 1824. | 1825. | 1826.  | 1827. | 1828. | 1829. | ► | ►►
Arhitektura • Astronomija • Biologija • Glazba • Kazalište • Kemija • Kiparstvo • Knjige • Književnost • Kršćanstvo • Meteorologija • Medicina • Politika • Pravo • Promet • Slikarstvo • Šport • Znanost • Željeznički promet
Astronomija u 1826.

## Svijet

### Otkrića
- 27. veljače: U Josephstadtu, nakon radova na izračunavanju orbite, austrijski astronom Wilhelm von Biela otkrio Bielin komet.[1][2]

## Vanjske poveznice
|  | Zajednički poslužitelj ima još gradiva o temi Astronomija u 1826. |